# Castell de Sant Boi
El Castell de Sant Boi fou una fortificació a la vila de Sant Boi de Llobregat (Baix Llobregat) declarada bé cultural d'interès nacional.
En el lloc on el trobava el castell al segle xix es va construir un gran casal que actualment és l'hotel El Castell. La vila de Sant Boi és documentada el 965 amb el nom àrab d'Alcalà, que significa castell. El castell d'Alcalà va ser bastit segurament pels musulmans cap al 801, quan els francs conqueriren la ciutat de Barcelona.
El 1238, durant el setge de la ciutat de València, Jaume I recompensà Guillem de Lacera, senyor (pel rei) del castell de Sant Boi, amb la concessió de la celebració de fires el dia del patró de la població. El 1299 el rei renuncià al domini reial de la vila a favor de Guillem de Lacera, probablement fill de l'anterior.
Posteriorment la senyoria del castell passà als Marc, després als Rosanes, als Torrelles i als Cardona. Durant la segona meitat del segle xix va ser cedit a la família Ramon, que va construir la casa que ocupa actualment el seti del castell. A partir dels anys seixanta del segle xx va convertir-se en hotel.